# Municipio de Millstone (Pensilvania)
El municipio de Millstone (en inglés: Millstone Township) es un municipio ubicado en el condado de Elk en el estado estadounidense de Pensilvania. En el año 2000 tenía una población de 95 habitantes y una densidad poblacional de 0.9 personas por km².

## Geografía
El municipio de Millstone se encuentra ubicado en las coordenadas 41°22′00″N 78°58′59″O / 41.36667, -78.98306.

## Demografía
Según la Oficina del Censo en 2000 los ingresos medios por hogar en la localidad eran de $21,250 y los ingresos medios por familia eran de $23,750. Los hombres tenían unos ingresos medios de $21,250 frente a los $11,250 para las mujeres. La renta per cápita de la localidad era de $11,462. Alrededor del 26,9% de la población estaba por debajo del umbral de pobreza.